# Gerhard Orzechowski
Gerhard Richard Theodor Orzechowski  (* 14. November 1902 in Rosenberg, Oberschlesien, Deutsches Reich; † 29. Juli 1977) war ein deutscher Mediziner.

## Leben
Orzechowski wurde als Sohn des Mediziners Waldemar Orzechowski im oberschlesischen Rosenberg geboren. Im Alter von 25 Jahren promovierte er zum Doktor der Medizin in Breslau. Seine Habilitation erfolgte im Juni 1934 an der HU Berlin.
Er war seit 16. Okt. 1939 außerplanmäßiger Professor für Pharmakologie und Leiter der medizinischen Abteilung des Landeskrankenhauses in Schleswig-Stadtfeld. Orzechowski soll die experimentelle Droge D-IX, welche 1944 zur Vergabe an deutsche Soldaten an der Front vorgesehen war, entwickelt haben.
Nach dem Krieg wurde er Oberarzt am Städtischen Hilfskrankenhaus in Kiel (1946/47) und von 1947 bis 1950 bekleidete er diese Position in Rendsburg. Daneben war er der Leiter der Klinisch-Wissenschaftlichen Abteilung der Firma Dr. Madaus, Köln.

## Veröffentlichungen (Auswahl)
- Über die Harnbildung in der Froschniere. XX. Mitteilung: Über den Mechanismus der Ausscheidung von Säurefarbstoffen. In: Pflügers Archiv für die gesamte Physiologie des Menschen und der Tiere. 225, H. 1, 1930, S. 104–117.
- Therapeutische Beobachtungen mit den Phenothiazinderivaten. In: Therapie der Gegenwart. 93, H. 4, 1954, S. 145–152.
- mit Gernot Rath (Hrsg.): Convallaria-Glykoside und die quantitativen Probleme der Herzglykosidwirkung. In memoriam Hans Madaus. Köln 1959.

- Otto Gessner: Gift- und Arzneipflanzen von Mitteleuropa. 3. Auflage. hrsg. und neu bearb. von Gerhard Orzechowski, Heidelberg 1974.